# 叶露茜
叶露茜（1917年—1992年1月25日），女，广东南雄人，近现代中国演员。

## 生平简述
1917年出生于广东南雄。1934年在上海南洋高级商科中学读书，其时积极参加上海左翼戏剧活动，配合抗日宣传。翌年成为上海“左翼剧联”领导下的业余实验剧团的主要演员，曾经参演许多话剧，其中有阳翰笙的《塞上风云》、于伶的《夜光杯》和田汉的《最后胜利》，以及《钦差大臣》、《大雷雨》、《武则天》等剧目。
1944年春，参加新中国剧社的戏剧活动。
1945年秋到香港，在中共港澳工委领导下参与筹建港九妇女联谊会，并担任主席。1947年2月，在香港加入中国共产党。翌年担任中共港沪交通员。
1949年后以至整个50年代，一直在上海从事基层文化工作。起初任市总工会康乐科科长，后历任上海文艺工作者工会筹备会文教部长，市文化局文艺科长、长宁区文化科长和区艺术学校副校长等职。
1961年，调到上海戏剧学院，参与筹建导演系，同时担任戏曲导演班班主任。后任导演系办公室主任和系党总支负责人。此时一再失去重登舞台的机会，而将精力倾注于戏剧艺术教育工作，以其人脉遍邀沪上著名导演和有关舞台艺术的专家学者到系里来授课，并且带领学生深入生活、到各剧团作导演实习。并撰写《山乡风云》的导演构思和导演阐述作为教材。
“文化大革命”中，叶露茜成为戏剧学院重点批斗对象，遭受政治迫害。“文革”之后强烈要求重新工作，不计名位，欣然担任戏剧学院托儿所所长，认真负责，管理有序。嗣导演系恢复后终又回到系里参加领导工作。
1992年1月25日逝世。

## 婚姻与家庭
1936年4月与赵丹结婚。当日赵丹初为影星，叶露茜也已显露演艺天分，是郎才女貌天作之合。作为同日成婚的三对影剧界明星之一（另外两对是唐纳与蓝苹及顾而已与杜小娟），他们的集体婚礼在杭州六和塔举行，由沈钧儒证婚，一时成为社会新闻。婚后生女儿赵青，儿子赵矛。
1939年6月，赵丹和叶露茜偕其他左翼戏剧界人士到新疆，希图借助当时“新疆王”盛世才实行的亲苏政策而赴苏学习戏剧理论，不图盛世才转念变脸，将赵丹等人拘捕下狱（从1940年一直关押到1944年盛世才失势离疆之后）。叶露茜拼力营救赵丹终于无果，被盛世才逐出新疆，不准再进入。赵丹被捕三年后，叶露茜惊闻丈夫已遭“处决”，当时信以为真，悲痛欲绝。
1943年，叶露茜与剧作家杜宣结婚。
1945年，赵丹出狱后回到内地，找到前妻，苦求复合。当时叶正怀有身孕，无奈之下，告以“我已破了一个家庭，不能再破另一个家庭”的决定。赵丹仰天叹息“一句谣传，害得人妻离子散！”。